# 仿纪录片

“做我的貓：安妮的電影”的原版海報，附有影評和電影節桂冠

仿纪录片（英語：mockumentary， 与的混成词）又称假纪录片或伪纪录片，是一种将虚构事件包装成纪录片形式放映的电影或电视节目，這樣可以達到戏仿的效果。这类影片常用虚构的背景故事来剖析或评价当时社会上发生的事，甚有讽刺时弊的作用，有时甚至有嘲讽纪录片本身的作用，所以有人又将此类影片翻译为“讥录片”。影片可以是喜剧或戏剧的形式，虽然喜剧式的仿纪录片更为常见。
“伪纪录片”一词源于20世纪60年代。时至80年代中期，著名导演羅伯·雷納在接受采访时将电影《搖滾萬萬歲》（This Is Spinal Tap）称为伪纪录片，这一词语因此开始流行起来。